# Alexej Žamnov
Alexej Jurjevič Žamnov (rusky Алексей Юрьевич Жамнов, * 1. října 1970 v Moskvě, SSSR) je bývalý ruský hokejový útočník, který odehrál 807 utkání v NHL.

## Reprezentace
V mládežnických kategoriích reprezentoval Sovětský svaz. Za výběr do 20 let absolvoval mistrovství světa juniorů 1990 ve Finsku (stříbro).
Debut v sovětském národním týmu si odbyl 14. 5. 1990 na turnaji v Tokiu proti Švédsku (5:2). Získal bronz na mistrovství světa 1991 ve Finsku. Absolvoval také Kanadský pohár 1991 (5. místo).
Jako reprezentant Společenství nezávislých států se stal olympijským vítězem na hrách v Albertville 1992. Dres samostatného Ruska oblékl na dvou mistrovstvích světa – 1992 v Československu (5. místo) a v roce na 2000 v domácím prostředí (10. místo), Světovém poháru 1996 (semifinále) a dvou olympijských turnajích – v Naganu 1998 (stříbro) a v Salt Lake City 2002.
O olympijské hry v Turíně 2006 jej připravilo zranění (viz níže).

### Reprezentační statistiky
| 1990                      | SSSR 20                   | MS 20                     | 7  | 6 | 1 | 7  | 6  |
| 1991                      | SSSR                      | MS                        | 10 | 4 | 5 | 9  | 12 |
| 1991                      | SSSR                      | KP                        | 5  | 3 | 0 | 3  | 2  |
| 1992                      | SNS                       | OH                        | 8  | 0 | 3 | 3  | 8  |
| 1992                      | Rusko                     | MS                        | 6  | 0 | 0 | 0  | 29 |
| 1996                      | Rusko                     | SP                        | 4  | 0 | 2 | 2  | 6  |
| 1998                      | Rusko                     | OH                        | 6  | 2 | 1 | 3  | 2  |
| 2000                      | Rusko                     | MS                        | 5  | 0 | 1 | 1  | 0  |
| 2002                      | Rusko                     | OH                        | 6  | 1 | 0 | 1  | 4  |
| Mistrovství světa 3×      | Mistrovství světa 3×      | Mistrovství světa 3×      | 21 | 4 | 6 | 10 | 41 |
| Olympijské hry 3×         | Olympijské hry 3×         | Olympijské hry 3×         | 20 | 3 | 4 | 7  | 14 |
| Kanadský/Světový pohár 2× | Kanadský/Světový pohár 2× | Kanadský/Světový pohár 2× | 9  | 3 | 2 | 5  | 8  |

## Kariéra
Profesionální kariéru začal v sovětské lize v letech 1988–1992. Nastupoval zde za HC Dynamo Moskva, s tímto celkem třikrát vyhrál ligový titul.
V roce 1992 se přesunul do klubu NHL Winnipeg Jets, který jej v roce 1990 draftoval. V sezoně 1994/95 byl zařazen do druhého All star teamu NHL. Po čtyřech letech byl vyměněn spolu s Graigem Millsem do Chicago Blackhawks za Jeremyho Roenicka a první volbu v draftu 1997 do Chicago Blackhawks. V roce 2002 nastoupil v utkání hvězd. V únoru 2004 jej Chicago poslalo v rámci další transakce do Philadelphia Flyers. Sezona NHL 2004/05 se neuskutečnila kvůli stávce hráčů a tak jí strávil v klubu druhé ruské ligy Viťaz Čechov.
Před sezonou 2005/06 posílil Boston Bruins. V lednu v utkání s Tampa Bay Lightning odnesl souboj s Jevgenijem Arťuchinem zlomeninou kotníku, která mu ukončila kariéru.

## Statistika
- Debut v NHL (a zároveň první bod) – 6. října 1992 (WINNIPEG JETS – Detroit Red Wings)
- První gól v NHL – 10. listopadu 1992 (WINNIPEG JETS – Los Angeles Kings)

| Sezona                 | Klub                | Soutěž     | Základní část | Základní část | Základní část | Základní část | Základní část | Play off | Play off | Play off | Play off | Play off |
| Sezona                 | Klub                | Soutěž     | Z             | G             | A             | B             | TM            | Z        | G        | A        | B        | TM       |
| ---------------------- | ------------------- | ---------- | ------------- | ------------- | ------------- | ------------- | ------------- | -------- | -------- | -------- | -------- | -------- |
| 1988/89                | Dynamo Moskva       | SSSR       | 4             | 0             | 0             | 0             | 0             | —        | —        | —        | —        | —        |
| 1989/90                | Dynamo Moskva       | SSSR       | 43            | 11            | 6             | 17            | 21            | —        | —        | —        | —        | —        |
| 1990/91                | Dynamo Moskva       | SSSR       | 46            | 14            | 12            | 28            | 24            | —        | —        | —        | —        | —        |
| 1991/92                | Dynamo Moskva       | SSSR       | 39            | 15            | 21            | 36            | 28            | —        | —        | —        | —        | —        |
| 1992/93                | Winnipeg Jets       | NHL        | 68            | 25            | 47            | 72            | 58            | 6        | 0        | 2        | 2        | 2        |
| 1993/94                | Winnipeg Jets       | NHL        | 61            | 26            | 45            | 71            | 62            | —        | —        | —        | —        | —        |
| 1994/95                | Winnipeg Jets       | NHL        | 48            | 30            | 35            | 65            | 20            | —        | —        | —        | —        | —        |
| 1995/96                | Winnipeg Jets       | NHL        | 58            | 22            | 37            | 59            | 65            | 6        | 2        | 1        | 3        | 8        |
| 1996/97                | Chicago Blackhawks  | NHL        | 74            | 20            | 42            | 62            | 56            | —        | —        | —        | —        | —        |
| 1997/98                | Chicago Blackhawks  | NHL        | 70            | 21            | 28            | 49            | 61            | —        | —        | —        | —        | —        |
| 1998/99                | Chicago Blackhawks  | NHL        | 76            | 20            | 41            | 61            | 50            | —        | —        | —        | —        | —        |
| 1999/00                | Chicago Blackhawks  | NHL        | 71            | 23            | 37            | 60            | 61            | —        | —        | —        | —        | —        |
| 2000/01                | Chicago Blackhawks  | NHL        | 63            | 13            | 36            | 49            | 40            | —        | —        | —        | —        | —        |
| 2001/02                | Chicago Blackhawks  | NHL        | 77            | 22            | 45            | 67            | 67            | 5        | 0        | 0        | 0        | 0        |
| 2002/03                | Chicago Blackhawks  | NHL        | 74            | 15            | 43            | 58            | 70            | —        | —        | —        | —        | —        |
| 2003/04                | Chicago Blackhawks  | NHL        | 23            | 6             | 12            | 18            | 14            | —        | —        | —        | —        | —        |
|                        | Philadelphia Flyers | NHL        | 20            | 5             | 13            | 18            | 14            | 18       | 4        | 10       | 14       | 8        |
| 2004/05                | Viťaz Čechov        | RUS-2      | 24            | 5             | 22            | 27            | 20            | 14       | 7        | 7        | 14       | 10       |
| 2005/06                | Boston Bruins       | NHL        | 24            | 1             | 9             | 10            | 30            | —        | —        | —        | —        | —        |
| Celkem NHL             | Celkem NHL          | Celkem NHL | 807           | 249           | 470           | 719           | 668           | 35       | 6        | 13       | 19       | 18       |
| Konec hokejové kariéry |                     |            |               |               |               |               |               |          |          |          |          |          |

## Funkcionářská kariéra
V letech 2007–2013 pracoval jako generální manažer Viťaz Čechov. Stejnou funkci vykonával poté tři roky v Atlant Mytišči a od sezony 2015/16 v moskevském Spartaku. Všechny tyto kluby hrají KHL.